# Paul Landmann
Paul Landmann (* 11. Oktober 1932 in Oberndorf in Tirol) ist ein ehemaliger österreichischer Politiker (ÖVP) und Landwirt. Er war von 1966 bis 1971 Abgeordneter zum Österreichischen Nationalrat.
Landmann besuchte nach der Volksschule die landwirtschaftliche Berufs- und Fachschule. Danach war er beruflich als Landwirt tätig. Er engagierte sich politisch als Bezirksobmannstellvertreter der Jungbauern und war Bezirksvorstand der Österreichischen Jugendbewegung. Des Weiteren war Landmann als Gemeinderat in Oberndorf in Tirol aktiv und wirkte als Bezirksbauernbundobmann und Kammerrat der Landwirtschaftskammer. Landmann vertrat die ÖVP zwischen dem 30. März 1966 und dem 4. November 1971 im Nationalrat. 